# Cryphaea ovalifolia
Cryphaea ovalifolia là một loài Rêu trong họ Cryphaeaceae. Loài này được (Müll. Hal.) A. Jaeger miêu tả khoa học đầu tiên năm 1876.